# Pont ferroviaire Shire North
Le pont ferroviaire Shire North est un ouvrage d'art de 165 m de long du chemin de fer de Nacala permettant le franchissement de la rivière Shire au sud du Malawi. Il a été inauguré le 13 juillet 2021 par le président malawite Lazarus Chakwera.
Sa construction s'est effectuée dans un contexte d'extension et de modernisation de la ligne de chemin de fer reliant le bassin houiller de Moatize au port de Nacala, via le Malawi. Il a été construit par Mota Engil pour le compte de La Central East African Railways (CEAR), l'entreprise chargée de la gestion du réseau ferroviaire malawite.
Ce pont vient remplacer un ancien ouvrage d'art trop vétuste pour être rénové. Il permet le passage de convois d'un poids de 21 tonnes par essieu, contre moins de 15 pour le pont précédent. Le tablier est une structure acier-béton. Il a été mis en place, depuis la rive nord, via une technique de lancement progressif. mille mètres de voie ferrée ont aussi été posés pour relier l'ouvrage d'art au chemin de fer existant. Le pont comporte trois travées, de 50, 65 et 50 m. Il est traversé par une voie unique d'écartement du cap.